# أينيتوس
أينيتوس (الاسم العلمي: Aenetus)، جنس حشرات عثية من حرشفيات الأجنحة وفصيلة عثيات الشبح. تضم 24 نوعًا موصوفًا في إندونيسيا، غينيا الجديدة، كاليدونيا الجديدة، أستراليا ونيوزيلندا.